# Titularbistum Troas
Troas (ital.: Troade) ist ein Titularbistum der römisch-katholischen Kirche. 
Es geht zurück auf den untergegangenen Bischofssitz von Alexandria Troas in der antiken Landschaft Troas, die in der römischen Provinz Asia bzw. Hellespontus auf der asiatischen Seite der Dardanellen lag. Der Bischofssitz war der Kirchenprovinz Kyzikos zugeordnet.
| Titularbischöfe von Troas |                                               |                                                                     |                   |                    |
| Nr.                       | Name                                          | Amt                                                                 | von               | bis                |
| 1                         | Guido Gaufridi                                |                                                                     | 14. August 1478   | 1491               |
| 2                         | Balthasar Brennwald, OP                       | Weihbischof in Chur (Schweiz) Weihbischof in Konstanz (Deutschland) | 16. Mai 1491      | 5. Februar 1517    |
| 3                         | Stephanus de Pressuris                        |                                                                     | 15. Juli 1517     | 1518               |
| 4                         | Giorgio Pandolfini OSA                        |                                                                     | 20. Dezember 1518 | 1519               |
| 5                         | Stephanus Magnani OFM                         |                                                                     | 23. März 1519     | 1523               |
| 6                         | Bartholomäus Portaligni OCarm                 |                                                                     | 15. Mai 1523      | 1550               |
| 7                         | Rodrigo Vázquez                               | Weihbischof in Massa Marittima (Italien)                            | 18. Februar 1551  |                    |
| 8                         | Melchor Soria Vera                            | Weihbischof in Toledo (Spanien)                                     | 17. Juni 1602     | 1643               |
| 9                         | Francisco Villagutiérrez Chumacero OSA        | Weihbischof in Toledo (Spanien)                                     | 19. Februar 1646  | 1649               |
| 10                        | Lodovico de Morales OSA                       | Weihbischof in Toledo (Spanien)                                     | 5. September 1661 |                    |
| 11                        | Gines (Ginesio) Barrientos OP                 | Weihbischof in Manila (Philippinen)                                 | 29. April 1680    | 13. November 1698  |
| 12                        | Philibert LeBlanc MEP                         | Apostolischer Vikar von Yunnan (Kaiserreich China)                  | 3. Dezember 1718  | 2. September 1720  |
| 13                        | Antoni Wacław Betański                        | Koadjutorbischof von Przemyśl (Griechenland)                        | 2. April 1781     | 16. Januar 1783    |
| 14                        | Caspar Delenda                                | Koadjutorbischof von Santorini (Griechenland)                       | 20. Mai 1815      | 19. Juli 1815      |
| 15                        | Giovanni Tommaso Neuschel                     |                                                                     | 1828              | 30. September 1828 |
| 16                        | William Placid Morris OSB                     | Apostolischer Vikar von Kapstadt (Südafrika)                        | 9. August 1831    | Januar 1840        |
| 17                        | Florent Daguin CM                             | Apostolischer Koadjutorvikar der Mongolei (China)                   | 2. März 1847      | 9. Mai 1859        |
| 18                        | José María de Jesús Diez de Sollano y Dávaols | Weihbischof in Mexiko                                               | 7. April 1862     | 19. März 1863      |
| 19                        | Giovanni Marango                              | Koadjutorbischof von Tinos und Mykonos (Griechenland)               | 13. November 1865 | 29. Juni 1866      |
| 20                        | Francesco Maria Granado                       | Koadjutorbischof von Cochabamba (Bolivien)                          | 22. Juni 1868     | 1871               |
| 21                        | Odoardo Agnelli                               | Präsident der Päpstlichen Akademie                                  | 1875              | 1878               |
| 22                        | Placido Petacci                               |                                                                     | 12. Mai 1879      | 13. Dezember 1880  |
| 23                        | Luigi Marcello Pellegrini                     | Prälat in Altamura-Gravina-Acquaviva delle Fonti (Italien)          | 13. Mai 1881      |                    |
| 24                        | Jules-Maurice Abbet                           | Koadjutorbischof von Sitten (Schweiz)                               | 1. Oktober 1895   | 26. Februar 1901   |
| 25                        | Raffaele Virili                               |                                                                     | 9. November 1903  | 1918               |
| 26                        | Antonio Bassani                               | emeritierter Bischof von Chioggia (Italien)                         | 1. Oktober 1918   | 18. Oktober 1925   |
| 27                        | Damaso Pio de Bono                            | emeritierter Bischof von Caltagirone (Italien)                      | 1. April 1925     | 14. November 1927  |
| 28                        | Ambrogio Luddi OP                             | emeritierter Bischof von Assisi (Italien)                           | 1927              | 24. März 1930      |
| 29                        | Bernard Dembek                                | Weihbischof in Łomża (Polen)                                        | 25. Juli 1930     | 27. Juni 1937      |
| 30                        | Armand Clabaut OMI                            | Koadjutorvikar von Churchill-Baie d’Hudson (Kanada)                 | 1. Juli 1937      | 7. Januar 1966     |
| 31                        | Joseph-Alphonse Baud MSFS                     | emeritierter Bischof von Visakhapatnam (Indien)                     | 4. Oktober 1966   | 23. Januar 1971    |